# Kukutza
Kukutza fue un gaztetxe (centro social okupado) del barrio de Recalde de Bilbao. Funcionaba como espacio libre, ocupado y autogestionado, y era utilizado como centro de juventud, cultural y de ocio con actividad desde 1996 hasta 2011, desarrollada en tres construcciones diferentes. La primera, Kukutza I, en 1996 y durante tres meses, a continuación Kukutza II, en 1998 y por dos meses, y, finalmente, Kukutza III, con una larga continuidad y actividad pública en una fábrica abandonada, desde 1998 hasta 2011, cuando fue desalojado violentamente por la policía.
Desde su origen se ofreció al barrio para llenar el vacío de las instituciones públicas en temas culturales y de ocio y, especialmente en el caso del gaztetxe Kukutza III, se convirtió en el lugar de reunión de numerosos grupos de Recalde. Sin embargo, tuvo influencia en todo Bilbao y fue tomado como sitio de referencia para cientos de creadores culturales de toda Euskal Herria. Impulsaban todo tipo de actividades, entre otras, colectivos de viviendas, grupos de danza, escalada, biblioteca, comedor, taberna, serigrafía, teatro, artes marciales, instalaciones para elaboración de cerveza, etc. En 2011 se ordenó su desalojo con la excusa de que iban a construirse viviendas, pero desde su demolición el solar permanece vacío, sin que se haya construido nada, y los comerciantes del barrio se han quejado de que este ha perdido mucha vida y movimiento de mercancías.

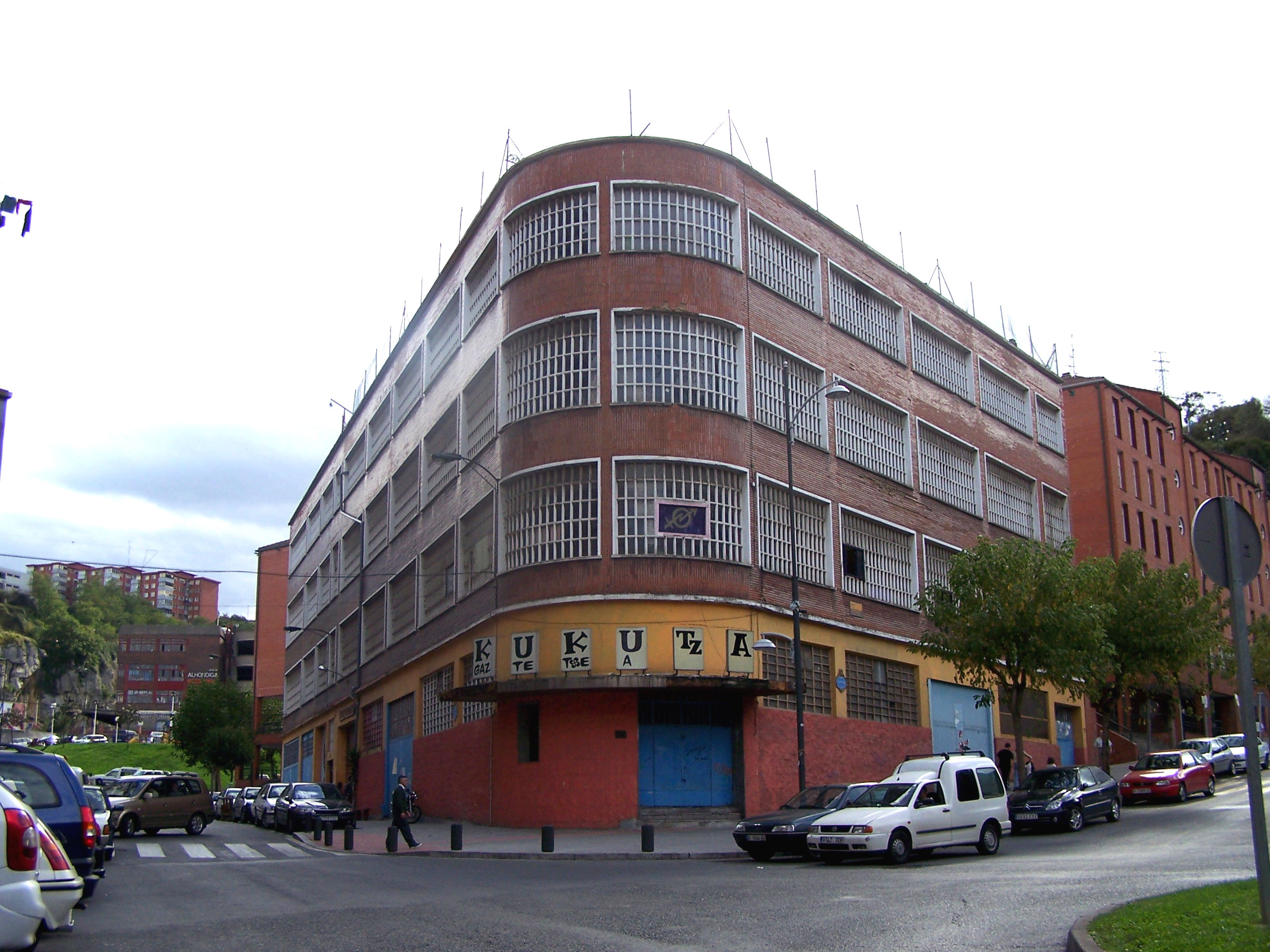
Gaztetxe Kukutza III en 2005.

## Kukutza I
En 1996 fue ocupado, por jóvenes de Recalde, Irala, Indautxu, Basurto y Zornotza, el primer gaztetxe situado en el barrio de Recalde, en un edificio que había estado vacío durante once años.
Después de tres meses, dos días antes de dar inicio las fiestas de Recalde, sin dar ningún tipo de aviso previo, Kukutza I fue derribado. Dos días más tarde el gaztetxe Mina del Morro de Santutxu también fue derribado por orden del ayuntamiento de Bilbao. Previamente, en 1992, el entonces alcalde de Bilbao, Josu Ortuondo, también ordenó el desalojo y clausura del gaztetxe del Casco Viejo de Bilbao, ocupado desde 1986, junto con el del Chalet de Hiedra de Irala; quedando en ese momento solamente el local de la juventud de Deusto como único lugar del movimiento de ocupación en Bilbao.

## Kukutza II
El gaztetxe Kukutza II fue un local (Unzeta) ocupado el 27 de mayo de 1998 en la calle Larraskitu del barrio de Recalde. La Ertzaintza desde el primer día ya intentó el desalojo pero no lo consiguió. En junio encontraron sustancias tóxicas y se solicitó su retirada al ayuntamiento. Hasta realizarse esto se decidió cerrar ese edificio, aprovechando para hacer desaparecer, también, la plaga de ratas que había en el lugar. Posteriormente, el 16 de julio de 1998, se produjo el desalojo en el que cuatro personas resultaron detenidas.

## Kukutza III
Kukutza III surgió el 6 de agosto de 1998 con la ocupación en el barrio de Recalde de la antigua fábrica de maquinaria Cerezo, un edificio proyectado en los años 1950 por el arquitecto Anastasio Arguinzoniz que permanecía abandonado desde que en 1991 su propietario, Agustín Cerezo, se diera a la fuga tras haberse visto implicado en una gran trama de narcotráfico.
En septiembre de 2011, el ayuntamiento de Bilbao concedió la preceptiva licencia de derribo del edificio okupado y utilizado como gaztetxe de Kukutza III a la empresa Cabisa. Esta empresa constructora, vinculada a un caso de corrupción en Castro Urdiales, adquirió la antigua fábrica en 1994 y, gracias al Plan General de Ordenación Urbana que el ayuntamiento de Bilbao aprobó en 1995, vio revalorizada su inversión al cambiar la clasificación del terreno: hasta entonces era suelo industrial (para realizar actividades industriales exclusivamente) y con el nuevo plan, en cambio, fue recalificado como suelo edificable (con valor para hacer viviendas); lo que fue denunciado como un caso de especulación inmobiliaria por la asociación vecinal de Recalde, cuyas peticiones para darle algún uso social fueron desoídas. Muchas otras personas cualificadas del ámbito de la universidad y la cultura, así como el director de Promoción de la Cultura del Gobierno vasco, también demandaron un acuerdo y una solución no traumática.
Asimismo, la Asociación Vasca de Patrimonio Industrial y Obra Pública indicó la necesidad de mantener el edificio, pese la solicitud de derribo de Cabisa, debido a que estaba «recogido en el Inventario de Patrimonio Industrial y Obra Pública de la Comunidad Autónoma Vasca del Departamento de Cultura y Euskera de Gobierno Vasco» y, por tanto, incluido entre las edificaciones a preservar por el planeamiento municipal. Además, como esta asociación de arquitectos expresó, uno de los usos posibles era el del campo de cultura, como el que se le estaba dando, pues los edificios industriales se adaptan muy bien a tales usos. El ayuntamiento, sin embargo, no le dio dicha protección al edificio.

### Desalojo y derribo

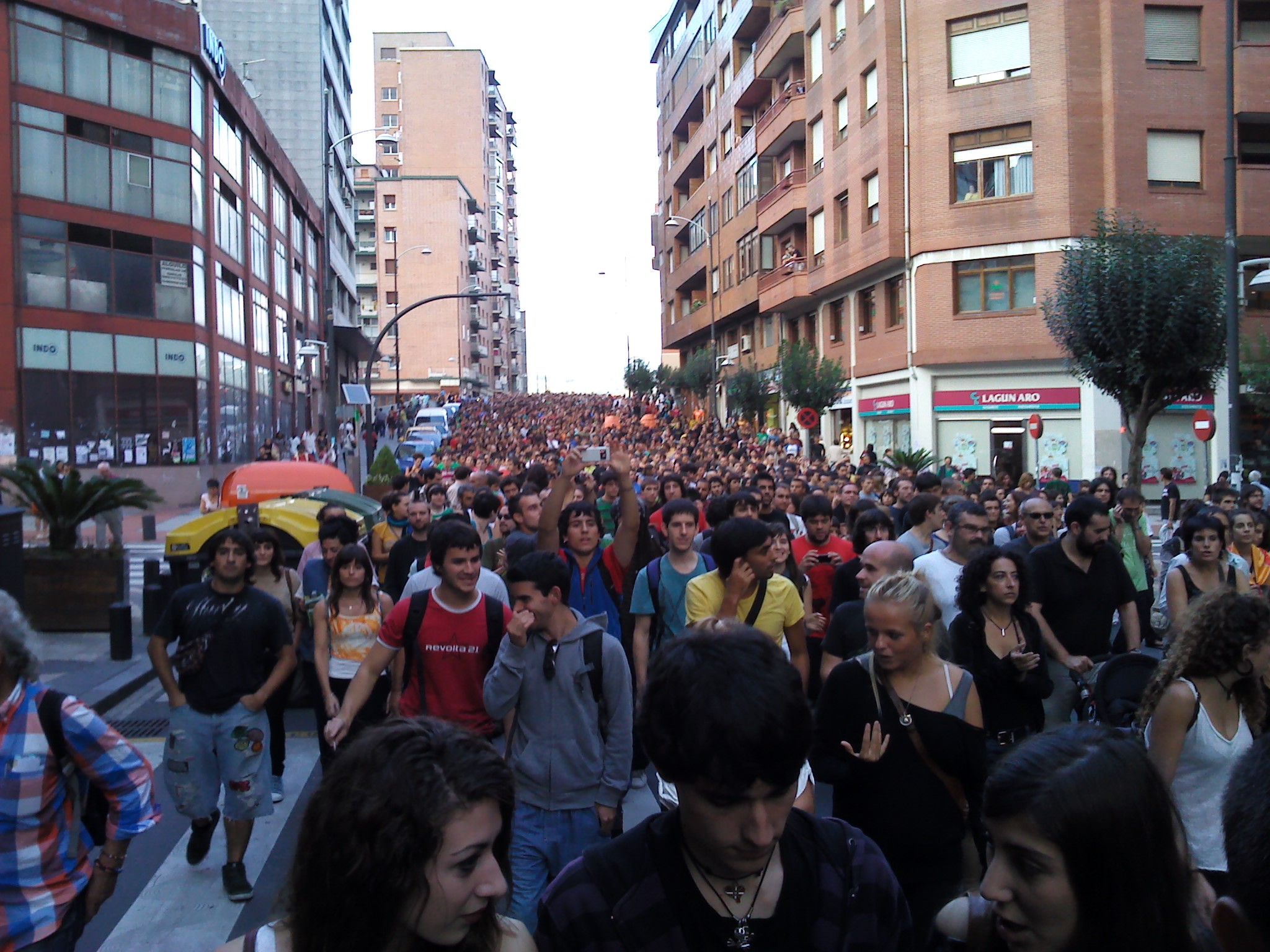
Manifestación multitudinaria por las calles de Bilbao en contra del desalojo de Kukutza III el 21 de septiembre de 2011.

El 21 de septiembre de 2011 la policía local de Bilbao colaboró con la Ertzaintza en el acordonamiento de los alrededores y el desalojo del edificio para comenzar las obras de demolición, lo que fue criticado por el sindicato ELA. Las movilizaciones de protesta degeneraron en enfrentamientos entre policía y manifestantes durante los dos días siguientes, y supusieron más de 810 contenedores volcados, 80 de los cuales resultaron calcinados y otros 50 sufrieron daños de diversa consideración. Además, se quemaron 10 vehículos particulares y fueron atacados los batzokis (sedes sociales del PNV) de Recalde y Casco Viejo, así como varios establecimientos bancarios y comerciales. Los destrozos por los disturbios contra el cierre de Kukutza ascendieron a 140.000 euros. Asimismo, fueron detenidas un total de 64 personas y se registraron 76 partes de lesiones y 53 quejas por brutalidad policial. Tanto el alcalde de Bilbao Iñaki Azkuna como el consejero de interior Rodolfo Ares defendieron la acción policial en estos sucesos; acción que, sin embargo, fue calificada de desproporcionada por el Ararteko (defensor del pueblo) Iñigo Lamarca ante el elevado número de partes médicos de lesiones, los documentos gráficos y la falta de justificación de la Ertzaintza. Finalmente el derribo se produjo el día 24 de septiembre.

### Procesos judiciales
Aunque la mayoría de las denuncias contra la Ertzaintza fueron archivadas ante la imposibilidad de identificar a los agentes implicados, uno de ellos fue condenado al pago de una multa y una indemnización por agredir a una joven «de forma innecesaria», según ratificó la Audiencia Provincial de Vizcaya en noviembre de 2013.
Asimismo, las personas juzgadas por participar en las movilizaciones fueron absueltas en su mayor parte. En febrero de 2015 uno de los detenidos en el desalojo fue condenado a tres años de cárcel por un delito de atentado a la autoridad; aunque en 2017 la Audiencia Provincial de Vizcaya redujo la pena a 18 meses, por lo que no tuvo que ingresar en prisión. En cambio, fueron absueltas del delito de usurpación del que estaban acusadas por la Fiscalía las 23 personas que se encontraban en el tejado del edificio en el momento de su desalojo. Además, la sentencia también mencionaba la actividad cultural que se realizaba en el pabellón, así como que la empresa propietaria Cabisa, que renunció a ejercer la acusación, «no tenía intención ni de vender ni de alquilar» el edificio.
En septiembre de 2015 fueron juzgadas otras diecinueve personas, siendo condenadas en primera instancia a nueve meses de prisión cada una de ellas por desórdenes públicos y a una multa conjunta en concepto de daños. La sentencia fue recurrida y finalmente la Audiencia Provincial de Vizcaya redujo la pena a cuatro meses a uno de los procesados y absolvió al resto.